# Pollo tikka masala

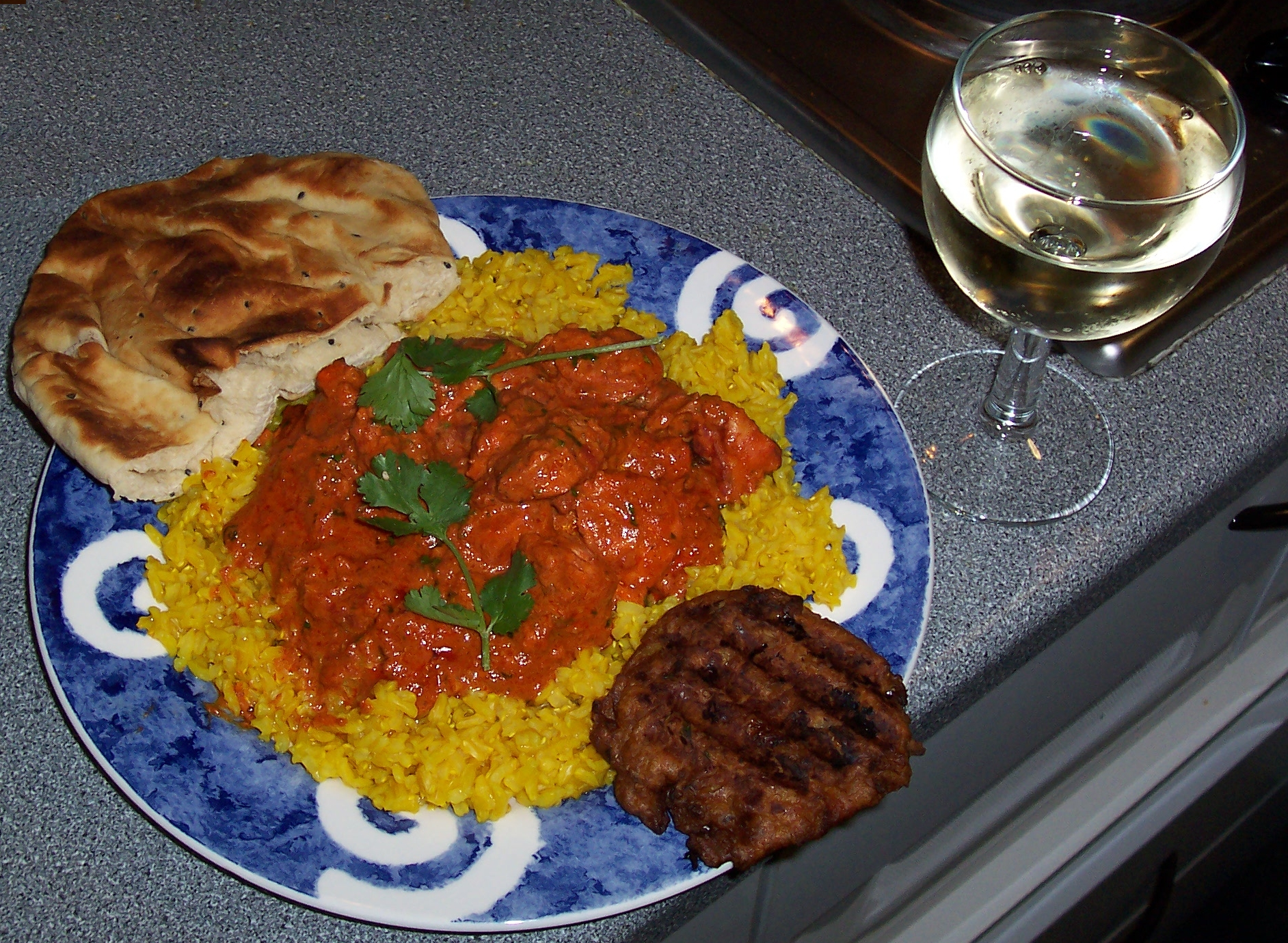
El pollo tikka masala (chicken tikka masala) tiene sus orígenes en el subcontinente Indio.

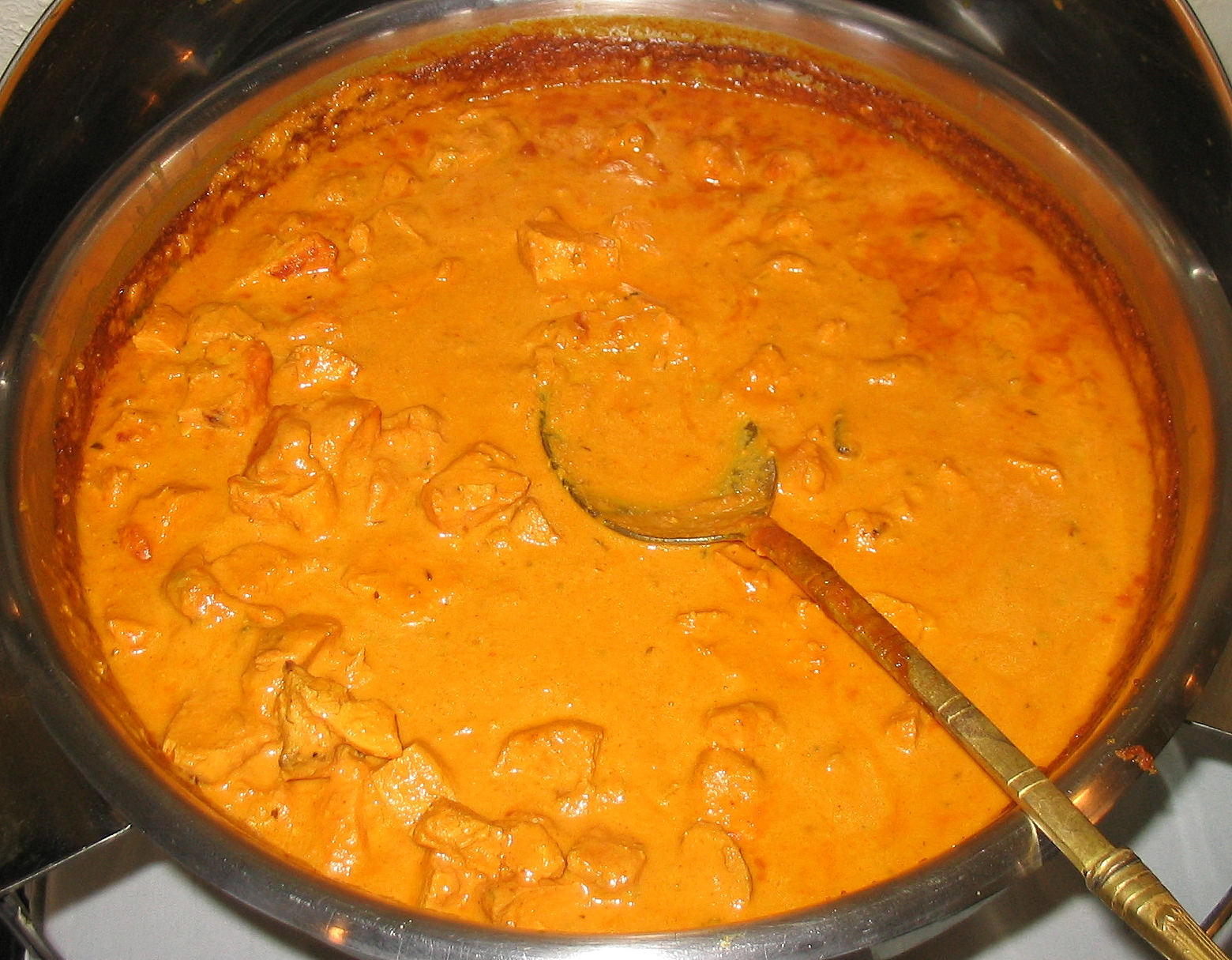
Pollo tikka masala en una olla.

El pollo ṭikka masālā es un plato indio de pollo tikka servido en salsa masala y caldo de carne. No existe una receta estándar para elaborarlo, pero la mayoría de las variantes contienen leche de coco o salsa de tomate (empleando puré de tomate o incluso kétchup) con nata, así como diferentes especias. El pescado y el paneer tikkas son muy comunes también.

## Características
El pollo tikka masala es uno de los platos más populares del suroeste asiático en el mundo. Tan popular es en Reino Unido que un ex ministro británico de asuntos exteriores, Robin Cook, lo describió como «el verdadero plato nacional de Gran Bretaña». Su popularidad es tan grande que la mayoría de los restaurantes indios de todo el mundo lo ofrecen en sus menús. Compite con el pollo tandoori como emblema de la cocina india y la cocina del sur de Asia. Aunque en la India está ganando popularidad no es tan famoso como fuera de sus fronteras.
Algunos aseguran que el nacimiento de este plato proviene de la India británica (que en su época moderna incluye Pakistán y Bangladés). La necesidad para adaptar el alimento del subcontinente indio al paladar británico debió de ser el motivo de su creación, se suele alegar este razonamiento para demostrar su creación. Algunos también aseguran que el pollo tikka masala es originario de la región de Panyab debido a que en la región se tiene un plato preparado muy semejantemente que contiene salsa de tomate, se trata del popular pollo murgh makhni (pollo de la mantequilla). Aunque una proporción grande de asiáticos que inmigraron a Gran Bretaña provenían de la región de Panyab, inmigrantes de Bangladés son propietarios de la mayoría de los restaurantes indios en el Reino Unido (el 85 % de los regentados hasta 1998), por lo tanto es más probable que se haya originado por los cocineros de Bangladés en Gran Bretaña.  